# Spoorlijn Mariestad - Moholm
De spoorlijn Mariestad - Moholm was een spoorlijn van de voormalige spoorwegonderneming Mariestad - Moholms Järnväg (afgekort: MMJ) in Zweden gelegen provincie Västra Götalands län.

## Geschiedenis
Door de opening van de Västra stambanan van de Statens Järnvägar (SJ) in 1862 kwam er vanuit Mariestad en andere plaatsen in de omgeving de behoefte aan een aansluiting aan deze spoorlijn.
Het voorstel voor de aanleg van een normaalsporige zijlijn tussen Mariestad en Moholm mislukte.
De Mariestad - Moholm Järnvägsaktiebolag (MMJ) werd op 3 juli 1865 opgericht. De concessie voor het traject met een spoorbreedte van 891 mm tussen Mariestad en Moholm werd op 17 mei 1872 verstrekt.
De bouw aan het traject begon op 2 september 1872.
Het traject werd op 1 maart 1874 geopend.
De maximale snelheid werd vastgesteld op 30 km/h.

### Sluiting
Sinds 1949 werd het goederenvervoer alleen nog op afroep uitgevoerd.
Op 1 september 1961 werd het traject van de MMJ officieel gesloten voor personenvervoer en voor goederenvervoer.
Het traject werd in 1967 opgebroken.

## Aansluitingen
In de volgende plaatsen was of is er een aansluiting van de volgende spoorwegmaatschappijen:

### Mariestad
- Västergötland - Göteborgs Järnvägar (VGJ) spoorlijn tussen Göteborg en Vara - Skara naar Gullspång/Gårdsjö
- Mariestad - Moholms Järnväg (MMJ) spoorlijn tussen Mariestad en Moholm
- Mariestad - Kinnekulle Järnväg (MKJ) spoorlijn tussen Mariestad en Kinnekulle
  - Kinnekullebanan spoorlijn tussen Håkantorp en Mariestad naar Gårdsjö

### Moholm
- Västra stambanan spoorlijn tussen Stockholm C en Göteborg C
- Mariestad - Moholms Järnväg (MMJ) spoorlijn tussen Mariestad en Moholm

## Genationaliseerd
In mei 1939 nam het parlement een besluit aan om het Zweedse spoorwegnet op een economische wijze te exploiteren. Het nationalisatie kabinet benoemde de Koninklijke Järnvägsstyrelsens-raad, die door vrijwillige onderhandelingen met de individuele spoorwegmaatschappijen over de aankoop van het spoorwegbedrijf zou voeren.
In de Jaarlijkse Algemene Vergadering op 16 februari 1948 werd de ontwerpovereenkomst voor de verkoop van de VGJ, LSSJ, MMJ, TNJ en STJ aan de staat behandeld.
De VGJ, LSSJ, MMJ, TNJ en STJ werd op 1 juli 1948 door de staat genationaliseerd en de bedrijfsvoering werd overgedragen aan de SJ, het hoofdkantoor bleef in Skara.

## Bron
- Historiskt om Svenska Järnvägar
- Jarnvag.net